# هرین (ایلینوی)
هرین، ایلینوی (به انگلیسی: Herrin, Illinois) یک شهر در ایالات متحده آمریکا با جمعیت ۱۲٬۵۰۱ نفر است که در ایلی‌نوی واقع شده‌است.